# Кубок Польши по волейболу среди женщин
Кубок Польши по волейболу среди женщин — ежегодное соревнование женских волейбольных команд Польши. Проводится с 1932 года (кроме 1937—1949, 1956—1959, 1962—1969 и 1980). Является вторым по значимости национальным волейбольным турниром после чемпионата страны. 

## Формула соревнований
Розыгрыш Кубка Польши состоит из многоступенчатого предварительного раунда, плей-офф и финальной стадии.
В финальной стадии участвуют 4 лучшие команды по итогам четвертьфинала. Проводится она в одном городе в формате финала четырёх (полуфинал и финал). В финале розыгрыша 2024/25 «Девелопрес» победил ЛКС 3:0.

## Победители
| - 1932 АЗС Варшава - 1933 АЗС Варшава - 1934 АЗС Варшава - 1935 АЗС Варшава - 1936 АЗС Варшава - 1950 «Спуйня» Варшава - 1951 «Спуйня» Варшава - 1952 «Колеяж» Гданьск - 1953 «Колеяж» Гданьск - 1954 «Колеяж» Гданьск - 1955 «Сталь» Бельско-Бяло - 1960 «Висла» Краков - 1961 «Висла» Краков - 1970 «Старт» Лодзь - 1971 «Старт» Лодзь - 1972 «Старт» Лодзь - 1973 «Колеяж» Катовице - 1974 «Старт» Лодзь - 1975 «Завиша» Сулехув - 1976 ЛКС Лодзь - 1977 «Колеяж» Катовице - 1978 «Старт» Лодзь - 1979 «БКС Сталь» Бельско-Бяло - 1981 «Чарни» Слупск - 1982 ЛКС Лодзь - 1983 «Старт» Лодзь - 1984 «Чарни» Слупск - 1985 «Чарни» Слупск - 1986 ЛКС Лодзь - 1987 «Чарни» Слупск - 1988 «БКС Сталь» Бельско-Бяло - 1989 «БКС Сталь» Бельско-Бяло - 1990 «БКС Сталь» Бельско-Бяло - 1991 «Чарни» Слупск | - 1992 «Палац» Быдгощ - 1993 «Комфорт» Полице - 1994 «Комфорт» Полице - 1995 «Хемик» Полице - 1996 «Аугусто» Калиш - 1997 «Дик Блэк» Андрыхув - 1998 «Аугусто» Калиш - 1999 «Аугусто» Калиш - 2000 «Нафта-Газ» Пила - 2001 «Центросталь» Быдгощ - 2002 «Нафта-Газ» Пила - 2003 «Нафта-Газ» Пила - 2004 «БКС Сталь» Бельско-Бяло - 2005 «Центросталь» Быдгощ - 2006 «БКС Сталь» Бельско-Бяло - 2007 «Виняры» Калиш - 2008 «Фармутил» Пила - 2009 «БКС Алупроф» Бельско-Бяло - 2010 «Органика-Будовляни» Лодзь - 2011 «Мушинянка-Факро» Мушина - 2012 «Таурон» Домброва-Гурнича - 2013 «Атом Трефл» Сопот - 2014 «Хемик» Полице - 2015 «Атом Трефл» Сопот - 2016 «Хемик» Полице - 2017 «Хемик» Полице - 2018 «Грот-Будовляни» Лодзь - 2019 «Хемик» Полице - 2020 «Хемик» Полице - 2021 «Хемик» Полице - 2022 «Девелопрес» Жешув - 2023 «Хемик» Полице - 2024 «БКС Бостик» Бельско-Бяла - 2025 «Девелопрес» Жешув |